# Јустин I Јерусалимски
Јустин или Јуст Јерусалимски је био епископ града Јерусалима, у периоду од око 107. до 113. године.

## Живот
Еузебије из Цезареје у својој Историји цркве наводи га у свом попису јерусалимских епископа, као другог после Јакова, брата Господњег. Према Еузебију, био је изабран за епископа након мученичке смрти Јакова.
Еузебије о њему бележи: 
После смрти Симеона, епископ у Јерусалиму постаје Јустин, пореклом Јеврејин. У то време било је много оних из обрезања који повероваше у Христа, а Јустин беше један од њих.